# Johanna van der Stel

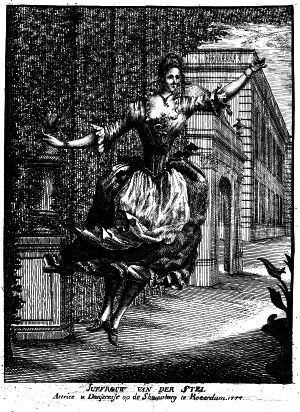
Johanna van der Stel

Johanna Susanna van der Stel (* 26. Dezember 1752 in Amsterdam; † 28. Dezember 1818 in Nieuwer-Amstel) war eine niederländische Schauspielerin und Tänzerin.

## Leben
Johanna van der Stel in Amsterdam als Tochter des Schauspielers Willem van der Stel (1715–1788) und der Schauspielerin Izabella de Gruijter geboren. Sie kam bereits früh mit dem Theater in Kontakt und begann an der Stadsschouwburg Amsterdam als Kinderschauspielerin. Im Alter von zehn Jahren lernte sie tanzen bei „einem berühmten Ballettmeister“, vermutlich ist damit der Tänzer Pietro Nieri aus der Toskana gemeint. Ihr erster Auftritt fand am 7. April 1763 statt, als sie als Jantje in der Farce „Het bedurven huis“ auf der Bühne stand. Sie habe diese Transvestitenrolle „ganz natürlich“ gespielt, meinten Theaterkritiker. Ein Jahr später tanzte sie in einem Ballett mit Clara van Santen und Maria Elisabeth de Bruyn. Nach anderthalb Jahren als Tanzkomparsin, machte sie bei Hendrina van Thil eine Ausbildung zur Schauspielerin. Ihr Schauspieldebüt hatte sie am 5. April 1764 in der Tragödie „De verhinderte Rache“, in der sie Ancus, den Sohn des römischen Generals Coriolanus, spielte. Die elfjährige Van der Stel hatte den emotionalen Teil gespielt, indem sie zu Füßen ihres Vaters flehte. Dafür erhielt sie viel Lob und in der anschließend aufgeführten Farce „Haat en enijd“ schnitt sie, zusammen mit ihrer Mutter, „ziemlich gut“ ab. Auch für weitere Rollen bekam sie Lob, wie für die der Fransje in der Komödie „Krispijn starrekijker“. Sie habe diese anspruchsvolle Rolle hervorragend gespielt, „mit einer offenen Freundlichkeit, die für diese junge Schauspielerin sehr humorvoll war“. Auch ihr Tanz machte Fortschritte. Anfang April 1765 durfte sie an der Seite ihres Lehrers Nieri und seiner Frau Girolama Monti am Ballett „Die deutschen Markthändler“ mitwirken. Nach Angaben der „Schouwburg Nieuws“ hatte sich Van der Stel als Tänzer „verbessert“. Sie war dem Amsterdamer Theaterpublikum inzwischen bekannt und ihr Name erschien auf Theaterkarten, oft in Kombination mit denen anderer Kinderschauspieler. Ihr Ruhm stand in scharfem Kontrast zur stagnierenden Karriere ihrer Eltern. Aus Geldmangel soll die Familie Van der Stel 1772 von einem deutschen Liebhaber der Tochter Johanna unterstützt worden sein, mit der sie in seinem Zimmer in der Kalverstraat aushielt. Diese Geschichte ist jedoch nicht mit vertrauenswürdigen Quellen versehen.

### Rotterdam
Nach dem Brand des Amsterdamer Theaters 1772 reiste Johanna van der Stel mit ihren Eltern und ihrem Bruder, der ebenfalls aus Schauspieler tätig war, nach Rotterdam. Sie bekamen ein Engagement in der neuen Kompanie von Jan Punt. Bei ihrem ersten Auftritt spielte sie ein „Staatsfräulein“ in der Tragödie Gabinia. Bei der Eröffnung des neuen Theatergebäudes am Coolsingel im Dezember 1774 tanzte sie im Possestück Blindemannetje und in den Zwischenspielen. Vor allem aber als Tänzerin galt sie als eine der besseren Darstellerinnen.
Am 17. November 1774 heiratete sie den Amsterdamer Tänzer Johannes Mouritz Mol, der in Rotterdam als Statist und stummer Leibwächter engagiert worden war. Mol gehörte dem Lutherischen glauben an, Van der Stel war reformiert, die zwei Kinder Antonia Wilhelmina (1775) und Johannes Mourits (1778) wurden in Rotterdam lutherisch getauft. Im März 1777 wurde Van der Stel die Rolle der Xantippe in Pieter Langendijks gleichnamiger Komödie angeboten. Dies führte zu einem Konflikt mit ihrer Kollegin Maria de Bruyn, der diese Titelrolle zuvor zugewiesen worden war. Van der Stel löste das Problem diplomatisch, indem sie sich für die kleinere Rolle der Königin Daria entschied. Im Jahr 1779 gehörten Van der Stel und ihr Mann mit einem Gehalt von 1300 Gulden zu den bestbezahlten Spielern.
Sie versuchte, ein Engagement an der Amsterdamer Stadsschouwburg zu bekommen. Die Verhandlungen waren auch recht erfolgreich, doch im Oktober 1780 starb Johannes Mol an Tuberkulose und hinterließ Van der Stel mit zwei minderjährigen Kindern. Das Theater in Rotterdam schloss 1783, da es immer schlechter lief. Van der Stel schloss sich der Truppe des Schauspielers Ward Bingley an, die in verschiedenen niederländischen Städten, insbesondere in Den Haag, auftrat. Nachdem Bingley 1784 für zahlungsunfähig erklärt worden war, versuchte Van der Stel erfolglos, seinen Vertrag als Direktorin des wiedereröffneten Rotterdamer Theaters zu übernehmen.
Johanna van der Stel blieb weiter als Schauspielerin tätig und trat mit Sommerkompanien auf Jahrmärkten auf. 1785 erhielt sie in Utrecht für eine Benefizleistung 312 Gulden. Aufgrund der sozialen Unruhen in diesem Jahr mussten Auftritte auf der Haager Messe abgesagt werden, was einen finanziellen Rückschlag bedeutete. Deshalb tauschte sie Rotterdam gegen das neue Amsterdamer Theater am Leidseplein. Sie erhielt ein Gehalt von achthundert Gulden. Zusammen mit ihrem Bruder, der ebenfalls an dem Theater tätig war, unterstützte sie ihre Kinder und ihre Eltern. Etwa zur gleichen Zeit hatte sie eine Affäre mit dem wohlhabenden Beamten Jonas Witsen, der ab 1790 von den Zinsen seines Familienvermögens leben konnte.
Seine Familie widersetzte sich vehement einer Ehe, und so heirateten sie 1792 heimlich im Freigut Hoerstgen oberhalb von Kleve. Ein Sohn wurde noch im selben Jahr geboren, sie ließen ihn unter den falschen Namen, Johanna Hartgers und Jonas Duijs, taufen. Ein Jahr später heiratete das Paar offiziell am 17. Februar 1793 in Amsterdam. Dabei erkannte Witsen seinen Sohn an. Sie ließen den Jungen nochmal kirhlichl taufen, um Probleme im Zusammenhang mit der Erbschaft zu vermeiden. Das Kind starb jedoch früh. Ein zweites Kind wurde 1793 in der Nieuwe Kerk getauft. Auch dieser Sohn, benannt nach Van der Stels Bruder Nicolaas, starb früh. Am 4. Dezember 1795 wurde ein weiterer Sohn geboren: Jonas. Dieser sollte der Großvater des Malers Willem Witsen werden.
Nach der Hochzeit mit Witsen beendete Johanna van der Stel ihre Bühnenkarriere. Ihr Mann starb kurz nach der Geburt von Jonas. Van der Stel lebte auf seinem Landsitz Woelwijk am Overtoomseweg in
Nieuwer-Amstel. Das Vermögen ihres Mannes war aufgrund sinkender Aktienkurse von 266.000 Gulden auf 60.000 Gulden gesunken, doch das genügte für Van der Stel, um davon einen unbeschwerten Lebensabend zu haben. Sie starb am 28. Dezember 1818 in Nieuwer-Amstel, zwei Tage nach ihrem 66. Geburtstag an Typhus. Ihre Söhne aus beiden Ehen gedachten ihr mit einem auffallend großen Nachruf auf ihre „unvergessliche Mutter“.